# Nordostpassagen (Göteborg)
Nordostpassagen är ett bostadsområde i stadsdelen Olivedal i Göteborg.
Nordostpassagen uppfördes av KB Vegabyggen, ett konsortium med flera byggherrar och ingår i Vegastaden. KB Vegabyggen bildades 1959 och bestod av de fyra göteborgsbyggmästarna Walter Lundborg, Ernst Rosén, Ivar Kjellberg och Holger Blomstrand. Uppförandet innebar att den äldre bebyggelsen revs i en så kallad totalsanering. Nordostpassagen ritades av Lund & Valentin arkitekter och prisades av Per och Alma Olssons fond som årets byggnad i Göteborg 1968.